# بابلو فيجيتي
بابلو فيجيتي (بالإسبانية: Pablo Vegetti)‏ (15 أكتوبر 1988 - ) هو لاعب كرة قدم أرجنتيني في مركز مهاجم ‏. لعب مع جيمناسيا لابلاتا وفيرو كاريل أويستي ونادي أتليتيكو كولون وClub Atlético Villa San Carlos ‏ ورينجرز دي تالكا.

## روابط خارجية
- بابلو فيجيتي على موقع قاعدة بيانات كرة القدم.إي يو (الإنجليزية)
- بابلو فيجيتي على موقع Soccerway.com (الإنجليزية)
- بابلو فيجيتي على موقع عالم كرة القدم.نت (الإنجليزية)